# Chimères
Chimères (französisch Schimären) ist die Selbstbezeichnung haitianischer Banden, die die Partei „Fanmi Lavalas“ des früheren Präsidenten Jean-Bertrand Aristide unterstützten und gewaltsam gegen deren Kritiker und Gegner vorgingen.

## Geschichte
Seit 1999 wurde in den Medien wiederholt über die „chimères“ berichtet.  Bei den Mitgliedern handelte es sich überwiegend um jüngere Männer aus ärmlichen Verhältnissen, die sich zum Teil schon in der Armee oder paramilitärischen Gruppen betätigt hatten, gut organisiert vorgingen und leichten Zugriff auf Waffen hatten. Die „chimères“ beraubten und entführten Menschen, traten aber auch auf Demonstrationen als fanatische Aristide-Anhänger auf, die schnell zu mobilisieren und hochgradig gewaltbereit waren.
Die Zeitung The Miami Herald berichtete 2003 unter Berufung auf einen nicht genannten Diplomaten, die „chimères“ seien mit dem bandenmäßigen Drogen- und Waffenhandel nicht nur verbunden, sondern größtenteils identisch. Anders als andere Banden erhoben die „chimères“ keine Gebietsansprüche. Als räumlicher Schwerpunkt wurde der Stadtteil La Saline von Port-au-Prince ausgemacht, in dem Aristide einst Pfarrer war. Weitere Rekrutierungsgebiete sind die Stadtteile Belair und Cité Soleil. Eine erkennbare Organisationsstruktur oder Hierarchie war nicht vorhanden. Wiederholt wurde Aristide bzw. sein unmittelbares Umfeld verdächtigt, diese Gruppen selber organisiert oder bei Bedarf angeheuert zu haben. Als Gegenleistung hätten sie Bargeld, Scheinanstellungen bei öffentlichen Betrieben oder faktische Immunität für Straftaten erhalten. Aristide bestritt dies und verdächtigte politische Gegner, die Gruppierungen zu nutzen, um sein Ansehen zu schädigen. Aristides – letztlich erfolglose – Methode, seine Macht durch die „chimères“ abzusichern, wurde in Haiti als „chimérisation“ („Chimerisierung“) bekannt. Nachdem Aristide am 29. Februar 2004 Haiti verließ, setzten die „chimères“ ihre Anschläge fort, um die Regierungen der Übergangszeit zu destabilisieren. Beim Brandanschlag auf die Stände der Kleinhändler des Zentralmarktes von Port-au-Prince am 31. Mai 2005 starben acht Menschen, Dutzende wurden schwer verletzt.
Nach der Wahl von René Préval zum Präsidenten im Jahr 2006 traten die „chimères“ nicht mehr in Erscheinung. Auch nach der Wahl Prévals zum Präsidenten Haitis wurden sie juristisch nicht belangt, was sich dadurch erklärt, dass die Regierung nicht willens oder nicht in der Lage war, gegen bewaffnete Gruppen im Land vorzugehen. Auch wird angenommen, dass zahlreiche Polizeibeamte sich vor Racheaktionen fürchteten oder selbst in paramilitärische oder kriminelle Aktivitäten verwickelt und daher unwillig waren, gegen diese Gruppen zu ermitteln. Der größte Teil der „chimères“ dürfte in kriminellen Banden in der Cité Soleil und in anderen Vierteln von Port-au-Prince aufgegangen sein.